# Kościół Światła
Kościół Światła (jap. 茨木春日丘教会, transkrypcja: Ibaraki Kasugaoka kyōkai – kościół w Ibaraki-Kasugaoka lub: 光の教会, transkrypcja: Hikari no kyōkai – Kościół Światła) – kościół położony w Ibaraki (prefektura Osaka), należący do protestanckiego Zjednoczonego Kościoła Chrystusa w Japonii. Zaprojektowany przez japońskiego architekta Tadao Andō i zbudowany w 1989. W 1999 do kościoła dobudowano tzw. szkołę niedzielną.

## Historia
Japońska wspólnota Zjednoczonego Kościoła Chrystusa w Ibaraki zwróciła się do architekta Tadao Andō z prośbą o zaprojektowanie prostej świątyni, której charakter odpowiadałby słowom Jezusa ...gdzie dwaj lub trzej są zgromadzeni w imię moje, tam ja jestem pośród nich.. Kościół Światła został zbudowany w dzielnicy mieszkaniowej Kasugaoka.

## Architektura

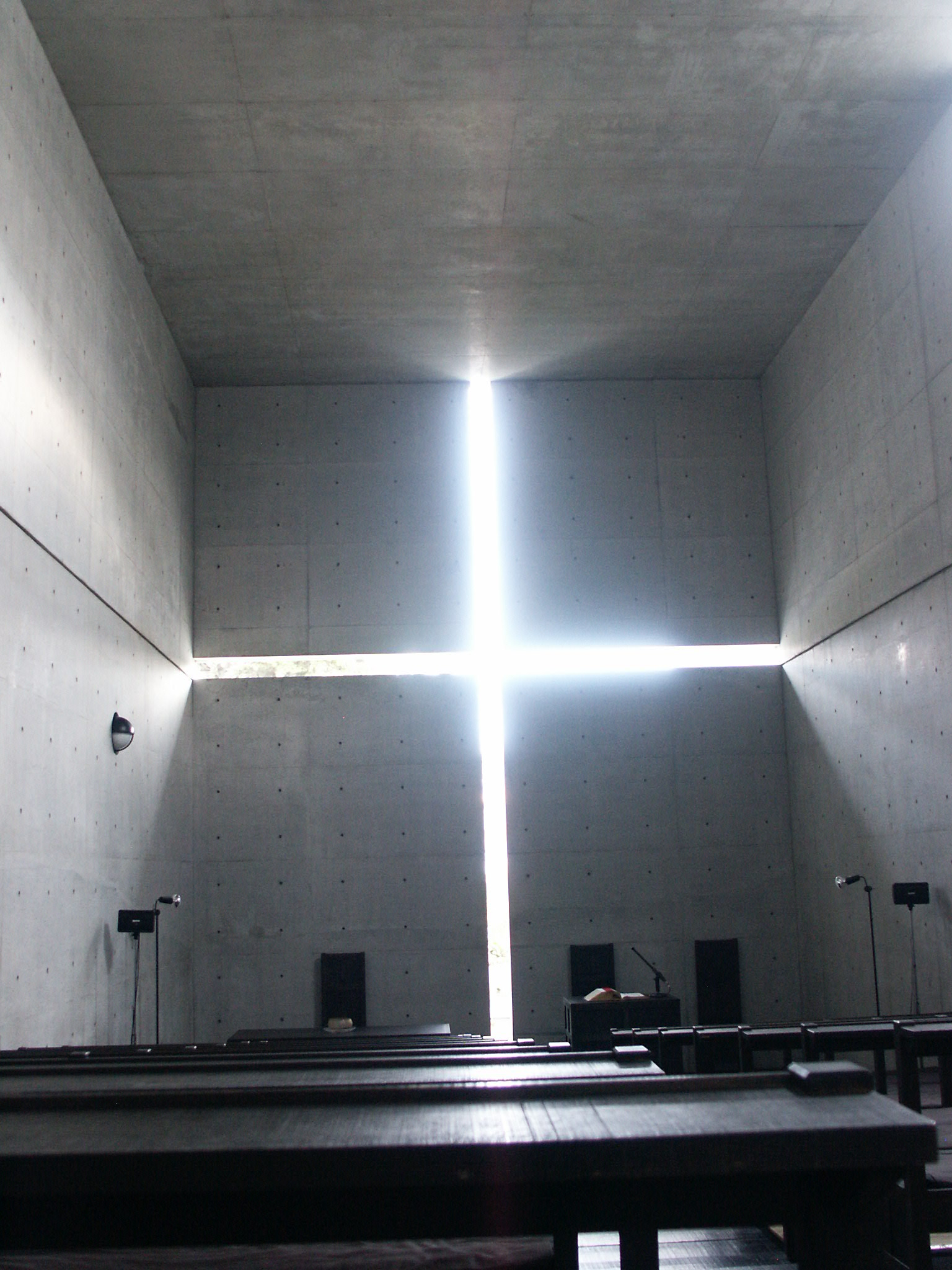
Wnętrze kościoła

Z zewnątrz jest to prosta betonowa konstrukcja składająca się z dwóch brył na planie prostopadłościanu, przecinających się pod kątem 15 stopni, zbudowanych z ciężkich ścian, odlewanych na miejscu z betonu. W jednej z brył mieści się właściwy kościół, a w drugiej szkoła niedzielna, dobudowana w 1999. W miejscu przecięcia się ścian znajduje się wejście. Kościół Światła to niewielka sala modlitw o powierzchni 113 m². Przestrzeń wewnątrz jest ascetyczna. Nagie, betonowe ściany nie mają żadnych ozdób, które łagodziłyby wrażenie surowości. Wnętrze zdominowane jest przez świecący krzyż z przodu nawy, utworzony przez dwie przecinające się szczeliny o szerokości 20 cm. Szczelina pionowa rozciąga się od podłogi do sufitu, a pozioma biegnie pomiędzy przeciwległymi ścianami. Dzięki takiemu rozwiązaniu osiągnięto silny kontrast pomiędzy światłem i cieniem. Promienie światła wpadającego do wnętrza przesuwają się po betonowych ścianach zgodnie z ruchem słońca. Mrok panujący we wnętrzu świątyni jest dodatkowo podkreślony przez ciemną i surową fakturę drewnianych desek, z których wykonano podłogi i ławki. W przeciwieństwie do mrocznego kościoła wnętrze szkoły niedzielnej wykończono drewnem jaśniejszym, o gładkiej powierzchni. Pomieszczenie szkoły jest wykorzystywane do spotkań kongregacji.
Kościół Światła był realizowany jako przedsięwzięcie niskobudżetowe, w ramach którego surowość wnętrza stanowiła nie tyle wybór estetyczny, co konieczność. Gdy fundusze na jego budowę wyczerpały się, wykonawca przekazał w prezencie konstrukcję dachu, zaś ławki kościelne wykonano z drewna pozostałego z desek użytych do szalunku.
Kościół Światła jest przede wszystkim miejscem kultu; jego zwiedzanie (indywidualnie lub w grupach) jest możliwe jedynie na podstawie uprzedniej rezerwacji wizyty.

## Założenia estetyczne
Projekt Ando to architektura minimalizmu i dwoistości – podwójnego charakteru (ko)egzystencji: ciała stałego i próżni, światła i ciemności, siły i spokoju. Z tego względu wnętrze kościoła pozbawione jest ozdób, a zderzenie lekkości z solidnością budzi u użytkowników świątyni poczucie kontrastu pomiędzy sacrum a profanum. Betonowa konstrukcja jest pozbawiona jakiekolwiek odwołań do tradycyjnych chrześcijańskich motywów i estetyki, a jedynym religijnym symbolem jest tu krzyż wycięty we wschodniej ścianie. Poza nim na kościół składa się betonowa powłoka, a beton przydaje jego wnętrzu ciemności, tworząc z niego jeszcze bardziej pokorne i medytacyjne miejsce kultu. 

We wszystkich moich pracach światło jest ważnym, decydującym czynnikiem. Tworzę zamknięte przestrzenie, głównie za pomocą grubych betonowych ścian. Głównym przesłaniem jest stworzenie miejsca dla jednostki, strefy dla niej w społeczeństwie. Gdy zewnętrzne uwarunkowania w zakresie ochrony środowiska miejskiego wymagają ścian bez otworów, to wnętrze musi być wyjątkowo kompletne i satysfakcjonujące.